# Anochetus gladiator
Anochetus gladiator är en myrart som först beskrevs av Mayr 1862.  Anochetus gladiator ingår i släktet Anochetus och familjen myror. Inga underarter finns listade i Catalogue of Life.